# Condado de Knox (Kentucky)
El condado de Knox (en inglés: Knox County), fundado en 1800, es uno de 120 condados del estado estadounidense de Kentucky. En el año 2000, el condado tenía una población de 31,795 habitantes y una densidad poblacional de 32 personas por km². La sede del condado es Barbourville.

## Geografía
Según la Oficina del Censo, el condado tiene un área total de 683 km² (263,7 mi²), de la cual 682 km² (263,3 mi²) es tierra y 0 km² (0 mi²) (0.0%) es agua.

### Condados adyacentes
- Condado de Clay (noreste)
- Condado de Bell (sureste)
- Condado de Whitley (suroeste)
- Condado de Laurel (noroeste)

## Demografía
Según la Oficina del Censo en 2000, los ingresos medios por hogar en el condado eran de $18,294, y los ingresos medios por familia eran $23,136. Los hombres tenían unos ingresos medios de $24,833 frente a los $18,390 para las mujeres. La renta per cápita para el condado era de $10,660. Alrededor del 34.80% de la población estaban por debajo del umbral de pobreza.

## Localidades
- Barbourville
- Corbin - (Parcialmente en el condado de Whitley)
- North Corbin